# 히구치 기이치로
히구치 기이치로(일본어: 樋口 季一郎, 1888년 8월 20일 ~ 1970년 10월 11일)는 일본의 군인이다. 최종계급은 육군 중장이며, 보직은 제5방면 군사령관 겸 북부군관구사령관이었다. 이스라엘 건국공로자로 인정받았다.
일본 효고현 미나미아와지시에서 5형제 가운데 맏아들로 태어났다. 11살 때 부모가 이혼하여 어머니가 그를 맡게 되었다. 18살 때는 기후현 오가키시의 히구치 가문에 양자로 들어갔다. 육군사관학교에 진학하여 우수한 성적으로 졸업하고 육군대학교를 거쳐 장교가 되고 나서는 주로 만주와 러시아쪽 부서에서 근무하였다.
하얼빈 특무기관장(소장)으로 재직했던 1938년에 나치 독일의 박해를 피해 온 유대인을 부하인 대좌(한국군의 대령에 해당)와 함께 여러 편의를 제공하고 이들이 만주국과 상하이 조계지로 피할 수 있도록 도왔다(오토볼 사건). 이 일 덕분에 나중에 유대인들이 로비를 벌여 전범으로 기소되지 않을 수 있었다.
2차 세계대전 뒤에 부하 야스에 노리히로와 더불어 이스라엘 건국 공로자로서 <황금의 비>에 그 이름이 새겨졌으며 이스라엘 정부가 그 공적을 치하했다.
하시모토 긴고로(橋本欣五郎)와 함께 사쿠라카이(일본군부의 극우비밀결사조직)의 중심적 인물이었으나, 의견 차이로 다투고 나서 서로 갈라섰다.
또 2.26사건을 일으킨 청년장교와도 각별한 사이로 무력에 의한 실력행사를 조장하였다고 한다. 또한 아이자와 사건이 일어났을 때는 사건 당사자인 아이자와 사부로의 직속상관이었다. 이시와라 간지(石原莞爾), 아나미 고레치카(阿南惟幾)와도 절친한 사이였다.
인도적 차원에서 유대인을 도운 공적은 인정받았으나, 옛 일본군부 우익강경파로, 그 평가에 대해서 논란의 여지가 있다 할 수 있으며, 공과론으로 대표되는 긍정론과 두 얼굴의 제국주의자로 대표되는 부정론이 있다.

## 같이 보기
- 복어 계획
- 스기하라 치우네
- 야스에 노리히로